# Teilhet (Puy-de-Dôme)
Teilhet település Franciaországban, Puy-de-Dôme megyében. Lakosainak száma 283 fő (2022. január 1.). Teilhet Gouttières, Neuf-Église, Le Quartier, Sainte-Christine és Youx községekkel határos.

## Népesség
A település népessége az elmúlt években az alábbi módon változott:
| Lakosok száma | 299  | 305  | 300  | 289  | 281  | 283  | 282  | 281  | 283  |
|               | 2013 | 2015 | 2016 | 2017 | 2018 | 2019 | 2020 | 2021 | 2022 |